# Séries éliminatoires de la Coupe Stanley 2010
Année précédente Année suivante
Les séries éliminatoires de la Coupe Stanley 2010 font suite à la saison 2009-2010 de la Ligue nationale de hockey.

## Tableau récapitulatif
Les huit premiers de la saison régulière dans chaque association sont qualifiés pour les séries éliminatoires ; l'équipe la mieux classée est opposée à la moins bien classée, la deuxième à la septième, la troisième à la sixième et la quatrième à la cinquième. Toutes les séries sont jouées au meilleur des sept matchs. Les deux premiers matchs sont joués chez l'équipe la mieux classées à l'issue de la saison puis les deux suivants sont joués chez l'autre équipe. Si une cinquième, une sixième voire une septième rencontre sont nécessaires, elles sont jouées alternativement chez les deux équipes en commençant par la mieux classée.
Lors du deuxième tour des séries, les quatre équipes restantes dans chaque association sont opposées suivant le même principe : la meilleure est opposée à la moins bonne et les deux autres se rencontrent, toujours en jouant les deux premiers matchs chez la mieux classée.
|  | Quarts de finale d'association | Quarts de finale d'association | Quarts de finale d'association |   |                        | Demi-finales d'association | Demi-finales d'association | Demi-finales d'association |  |   | Finales d'association | Finales d'association | Finales d'association |  |   | Finale de la Coupe Stanley | Finale de la Coupe Stanley | Finale de la Coupe Stanley |
|  |                                |                                |                                |   |                        |                            |                            |                            |  |   |                       |                       |                       |  |   |                            |                            |                            |
|  | 1                              | Capitals de Washington         | 3                              |   |                        |                            |                            |                            |  |   |                       |                       |                       |  |   |                            |                            |                            |
|  | 8                              | Canadiens de Montréal          | 4                              |   |                        |                            |                            |                            |  |   |                       |                       |                       |  |   |                            |                            |                            |
|  | 8                              | Canadiens de Montréal          | 4                              |   | 4                      | Penguins de Pittsburgh     | 3                          |                            |  |   |                       |                       |                       |  |   |                            |                            |                            |
|  |                                |                                |                                |   | 4                      | Penguins de Pittsburgh     | 3                          |                            |  |   |                       |                       |                       |  |   |                            |                            |                            |
|  |                                | 8                              | Canadiens de Montréal          | 4 |                        |                            |                            |                            |  |   |                       |                       |                       |  |   |                            |                            |                            |
|  | 4                              | 8                              | Canadiens de Montréal          | 4 | Penguins de Pittsburgh | 4                          |                            |                            |  |   |                       |                       |                       |  |   |                            |                            |                            |
|  | 4                              |                                |                                |   | Penguins de Pittsburgh | 4                          |                            |                            |  |   |                       |                       |                       |  |   |                            |                            |                            |
|  | 5                              | Sénateurs d’Ottawa             | 2                              |   |                        |                            |                            |                            |  |   |                       |                       |                       |  |   |                            |                            |                            |
|  | 5                              | Sénateurs d’Ottawa             | 2                              |   |                        |                            |                            |                            |  | 8 | Canadiens de Montréal | 1                     |                       |  |   |                            |                            |                            |
|  | Association de l'Est           |                                |                                |   |                        |                            |                            |                            |  | 8 | Canadiens de Montréal | 1                     |                       |  |   |                            |                            |                            |
|  |                                | 7                              | Flyers de Philadelphie         | 4 |                        |                            |                            |                            |  |   |                       |                       |                       |  |   |                            |                            |                            |
|  | 2                              | 7                              | Flyers de Philadelphie         | 4 | Devils du New Jersey   | 1                          |                            |                            |  |   |                       |                       |                       |  |   |                            |                            |                            |
|  | 2                              |                                |                                |   | Devils du New Jersey   | 1                          |                            |                            |  |   |                       |                       |                       |  |   |                            |                            |                            |
|  | 7                              | Flyers de Philadelphie         | 4                              |   |                        |                            |                            |                            |  |   |                       |                       |                       |  |   |                            |                            |                            |
|  | 7                              | Flyers de Philadelphie         | 4                              |   | 6                      | Bruins de Boston           | 3                          |                            |  |   |                       |                       |                       |  |   |                            |                            |                            |
|  |                                |                                |                                |   | 6                      | Bruins de Boston           | 3                          |                            |  |   |                       |                       |                       |  |   |                            |                            |                            |
|  |                                | 7                              | Flyers de Philadelphie         | 4 |                        |                            |                            |                            |  |   |                       |                       |                       |  |   |                            |                            |                            |
|  | 3                              | 7                              | Flyers de Philadelphie         | 4 | Sabres de Buffalo      | 2                          |                            |                            |  |   |                       |                       |                       |  |   |                            |                            |                            |
|  | 3                              |                                |                                |   | Sabres de Buffalo      | 2                          |                            |                            |  |   |                       |                       |                       |  |   |                            |                            |                            |
|  | 6                              | Bruins de Boston               | 4                              |   |                        |                            |                            |                            |  |   |                       |                       |                       |  |   |                            |                            |                            |
|  | 6                              | Bruins de Boston               | 4                              |   |                        |                            |                            |                            |  |   |                       |                       |                       |  | 7 | Flyers de Philadelphie     | 2                          |                            |
|  |                                |                                |                                |   |                        |                            |                            |                            |  |   |                       |                       |                       |  | 7 | Flyers de Philadelphie     | 2                          |                            |
|  |                                | 2                              | Blackhawks de Chicago          | 4 |                        |                            |                            |                            |  |   |                       |                       |                       |  |   |                            |                            |                            |
|  | 1                              | 2                              | Blackhawks de Chicago          | 4 | Sharks de San José     | 4                          |                            |                            |  |   |                       |                       |                       |  |   |                            |                            |                            |
|  | 1                              |                                |                                |   | Sharks de San José     | 4                          |                            |                            |  |   |                       |                       |                       |  |   |                            |                            |                            |
|  | 8                              | Avalanche du Colorado          | 2                              |   |                        |                            |                            |                            |  |   |                       |                       |                       |  |   |                            |                            |                            |
|  | 8                              | Avalanche du Colorado          | 2                              |   | 1                      | Sharks de San José         | 4                          |                            |  |   |                       |                       |                       |  |   |                            |                            |                            |
|  |                                |                                |                                |   | 1                      | Sharks de San José         | 4                          |                            |  |   |                       |                       |                       |  |   |                            |                            |                            |
|  |                                | 5                              | Red Wings de Détroit           | 1 |                        |                            |                            |                            |  |   |                       |                       |                       |  |   |                            |                            |                            |
|  | 4                              | 5                              | Red Wings de Détroit           | 1 | Coyotes de Phoenix     | 3                          |                            |                            |  |   |                       |                       |                       |  |   |                            |                            |                            |
|  | 4                              |                                |                                |   | Coyotes de Phoenix     | 3                          |                            |                            |  |   |                       |                       |                       |  |   |                            |                            |                            |
|  | 5                              | Red Wings de Détroit           | 4                              |   |                        |                            |                            |                            |  |   |                       |                       |                       |  |   |                            |                            |                            |
|  | 5                              | Red Wings de Détroit           | 4                              |   |                        |                            |                            |                            |  | 1 | Sharks de San José    | 0                     |                       |  |   |                            |                            |                            |
|  | Association de l'Ouest         |                                |                                |   |                        |                            |                            |                            |  | 1 | Sharks de San José    | 0                     |                       |  |   |                            |                            |                            |
|  |                                | 2                              | Blackhawks de Chicago          | 4 |                        |                            |                            |                            |  |   |                       |                       |                       |  |   |                            |                            |                            |
|  | 2                              | 2                              | Blackhawks de Chicago          | 4 | Blackhawks de Chicago  | 4                          |                            |                            |  |   |                       |                       |                       |  |   |                            |                            |                            |
|  | 2                              |                                |                                |   | Blackhawks de Chicago  | 4                          |                            |                            |  |   |                       |                       |                       |  |   |                            |                            |                            |
|  | 7                              | Predators de Nashville         | 2                              |   |                        |                            |                            |                            |  |   |                       |                       |                       |  |   |                            |                            |                            |
|  | 7                              | Predators de Nashville         | 2                              |   | 2                      | Blackhawks de Chicago      | 4                          |                            |  |   |                       |                       |                       |  |   |                            |                            |                            |
|  |                                |                                |                                |   | 2                      | Blackhawks de Chicago      | 4                          |                            |  |   |                       |                       |                       |  |   |                            |                            |                            |
|  |                                | 3                              | Canucks de Vancouver           | 2 |                        |                            |                            |                            |  |   |                       |                       |                       |  |   |                            |                            |                            |
|  | 3                              | 3                              | Canucks de Vancouver           | 2 | Canucks de Vancouver   | 4                          |                            |                            |  |   |                       |                       |                       |  |   |                            |                            |                            |
|  | 3                              |                                |                                |   | Canucks de Vancouver   | 4                          |                            |                            |  |   |                       |                       |                       |  |   |                            |                            |                            |
|  | 6                              | Kings de Los Angeles           | 2                              |   |                        |                            |                            |                            |  |   |                       |                       |                       |  |   |                            |                            |                            |

## Détails des matchs

### Quarts de finale d'association

#### Washington contre Montréal
| 15 avril | Washington | 2-3 (pr) (1-1, 0-0, 1-1, 0-1) | Montréal | Verizon Center 18 377 spectateurs |

| Feuille de match | Feuille de match                                                                  | Feuille de match    | Feuille de match | Feuille de match                                                |
| ---------------- | --------------------------------------------------------------------------------- | ------------------- | --- | --------------------------------------------------------------- |
|                  | Corvo (Bélanger, Chimera) — 15 min 33 s Bäckström (Knuble, Carlson) — 40 min 47 s | 0-1 1-1 2-1 2-2 2-3 | Cammalleri (Markov, Kastsitsyne) — 12 min 36 s (SN) Gomez (Gionta, Pouliot) — 47 min 34 s Plekanec (Špaček) — 73 min 19 s | Arbitrage : Brad Watson, Brad Meier Steve Miller, Mark Shewchyk |
| Théodore         | Gardiens                                                                          | Halák               | | Arbitrage : Brad Watson, Brad Meier Steve Miller, Mark Shewchyk |
| 8 min            | Pénalités                                                                         | 8 min               | | Arbitrage : Brad Watson, Brad Meier Steve Miller, Mark Shewchyk |
| 47               | Tirs                                                                              | 38                  | | Arbitrage : Brad Watson, Brad Meier Steve Miller, Mark Shewchyk |

| 17 avril | Washington | 6-5 (pr) (1-2, 1-2, 3-1, 1-0) | Montréal | Verizon Center 18 377 spectateurs |

| Feuille de match   | Feuille de match | Feuille de match                            | Feuille de match | Feuille de match                                                       |
| ------------------ | --- | ------------------------------------------- | --- | ---------------------------------------------------------------------- |
|                    | Fehr (Fleischmann) — 10 min 21 s Bäckström (Corvo, Ovetchkine) — 38 min 23 s Ovetchkine (Bradley, Carlson) — 42 min 56 s Bäckström (Ovetchkine, Schultz) — 49 min 47 s Carlson (Bäckström, Ovetchkine) — 58 min 39 s Bäckström (Knuble, Poti) — 60 min 31 s | 0-1 0-2 1-2 1-3 1-4 2-4 3-4 4-4 4-5 5-5 6-5 | Gionta (Gomez) — 1 min Kastsitsyne — 7 min 58 s Kastsitsyne (Cammalleri, Plekanec) — 31 min 6 s Kastsitsyne (Špaček, Cammalleri) — 37 min 44 s (SN) Plekanec (Cammalleri, Kastsitsyne) — 54 min 54 s | Arbitrage : Dan O'Halloran, Brian Pochmara Greg Devorski, Steve Barton |
| Théodore, Varlamov | Gardiens | Halák                                       | | Arbitrage : Dan O'Halloran, Brian Pochmara Greg Devorski, Steve Barton |
| 11 min             | Pénalités | 11 min                                      | | Arbitrage : Dan O'Halloran, Brian Pochmara Greg Devorski, Steve Barton |
| 37                 | Tirs | 24                                          | | Arbitrage : Dan O'Halloran, Brian Pochmara Greg Devorski, Steve Barton |

| 19 avril | Montréal | 1-5 (0-0, 0-4, 1-1) | Washington | Centre Bell 21 273 spectateurs |

| Feuille de match | Feuille de match                                  | Feuille de match        | Feuille de match | Feuille de match                                                        |
| ---------------- | ------------------------------------------------- | ----------------------- | --- | ----------------------------------------------------------------------- |
|                  | Plekanec (Cammalleri, Hamrlík) — 42 min 25 s (SN) | 0-1 0-2 0-3 0-4 1-4 1-5 | Gordon (Poti) — 21 min 6 s (IN) Laich (Green, Fehr) — 24 min 42 s Fehr (Laich, Morrison) — 28 min 33 s Ovetchkine (Bäckström, Knuble) — 33 min 50 s Bradley — 59 min 15 s | Arbitrage : Kelly Sutherland, Kevin Pollock Greg Devorski, Steve Barton |
| Halák, Price     | Gardiens                                          | Varlamov                | | Arbitrage : Kelly Sutherland, Kevin Pollock Greg Devorski, Steve Barton |
| 24 min           | Pénalités                                         | 10 min                  | | Arbitrage : Kelly Sutherland, Kevin Pollock Greg Devorski, Steve Barton |
| 27               | Tirs                                              | 36                      | | Arbitrage : Kelly Sutherland, Kevin Pollock Greg Devorski, Steve Barton |

| 21 avril | Montréal | 3-6 (1-1, 1-1, 1-4) | Washington | Centre Bell 21 273 spectateurs |

| Feuille de match | Feuille de match | Feuille de match                    | Feuille de match | Feuille de match                                               |
| ---------------- | --- | ----------------------------------- | --- | -------------------------------------------------------------- |
|                  | Cammalleri (Metropolit, Hamrlík) — 9 min 12 s Gionta (Markov, Bergeron) — 35 min 42 s (SN) Moore (Hamrlík) — 58 min 42 s | 0-1 1-1 2-1 2-2 2-3 2-4 2-5 3-5 3-6 | Ovetchkine (Bäckström, Green) — 8 min 10 s (SN) Knuble (Gordon, Poti) — 39 min 53 s (IN) Ovetchkine (Siomine) — 51 min 9 s Chimera (Bradley) — 52 min 1 s Knuble (Bäckström) — 57 min 33 s (CV) Bäckström (Ovetchkine, Poti) — 59 min 49 s (CV) | Arbitrage : Dan O'Rourke, Tim Peel Steve Miller, Mark Shewchyk |
| Price            | Gardiens | Varlamov                            | | Arbitrage : Dan O'Rourke, Tim Peel Steve Miller, Mark Shewchyk |
| 10 min           | Pénalités | 8 min                               | | Arbitrage : Dan O'Rourke, Tim Peel Steve Miller, Mark Shewchyk |
| 39               | Tirs | 38                                  | | Arbitrage : Dan O'Rourke, Tim Peel Steve Miller, Mark Shewchyk |

| 23 avril | Washington | 1-2 (0-2, 1-0, 0-0) | Montréal | Verizon Center 18 377 spectateurs |

| Feuille de match | Feuille de match                           | Feuille de match | Feuille de match                                                            | Feuille de match                                                   |
| ---------------- | ------------------------------------------ | ---------------- | --------------------------------------------------------------------------- | ------------------------------------------------------------------ |
|                  | Ovetchkine (Knuble, Carlson) — 23 min 52 s | 0-1 0-2 1-2      | Cammalleri (Markov, Plekanec) — 1 min 30 s Moen (Gionta, Gomez) — 7 min 1 s | Arbitrage : Chris Rooney, Dennis LaRue Scott Driscoll, Derek Amell |
| Varlamov         | Gardiens                                   | Halák            |                                                                             | Arbitrage : Chris Rooney, Dennis LaRue Scott Driscoll, Derek Amell |
| 12 min           | Pénalités                                  | 10 min           |                                                                             | Arbitrage : Chris Rooney, Dennis LaRue Scott Driscoll, Derek Amell |
| 38               | Tirs                                       | 28               |                                                                             | Arbitrage : Chris Rooney, Dennis LaRue Scott Driscoll, Derek Amell |

| 26 avril | Montréal | 4-1 (2-0, 0-0, 2-1) | Washington | Centre Bell 21 273 spectateurs |

| Feuille de match | Feuille de match | Feuille de match    | Feuille de match                    | Feuille de match                                             |
| ---------------- | --- | ------------------- | ----------------------------------- | ------------------------------------------------------------ |
|                  | Cammalleri (Bergeron) — 7 min 30 s (SN) Cammalleri (Subban, Plekanec) — 9 min 9 s Lapierre (Gorges) — 44 min 17 s Plekanec (Cammalleri, Kastsitsyne) — 59 min 3 s (CV) | 1-0 2-0 3-0 3-1 4-1 | Fehr (Green, Chimera) — 55 min 10 s | Arbitrage : Dan O'Rourke, Tim Peel Derek Amell, Jonny Murray |
| Halák            | Gardiens | Varlamov            |                                     | Arbitrage : Dan O'Rourke, Tim Peel Derek Amell, Jonny Murray |
| 14 min           | Pénalités | 12 min              |                                     | Arbitrage : Dan O'Rourke, Tim Peel Derek Amell, Jonny Murray |
| 22               | Tirs | 54                  |                                     | Arbitrage : Dan O'Rourke, Tim Peel Derek Amell, Jonny Murray |

| 28 avril | Washington | 1-2 (0-1, 0-0, 1-1) | Montréal | Verizon Center 18 377 spectateurs |

| Feuille de match | Feuille de match                          | Feuille de match | Feuille de match                                                       | Feuille de match                                                   |
| ---------------- | ----------------------------------------- | ---------------- | ---------------------------------------------------------------------- | ------------------------------------------------------------------ |
|                  | Laich (Siomine, Ovetchkine) — 57 min 44 s | 0-1 0-2 1-2      | Bergeron (Gomez, Markov) — 19 min 30 s (SN) Moore (Gill) — 56 min 24 s | Arbitrage : Dan O'Halloran, Brad Watson Pierre Racicot, Jean Morin |
| Varlamov         | Gardiens                                  | Halak            |                                                                        | Arbitrage : Dan O'Halloran, Brad Watson Pierre Racicot, Jean Morin |
| 8 min            | Pénalités                                 | 8 min            |                                                                        | Arbitrage : Dan O'Halloran, Brad Watson Pierre Racicot, Jean Morin |
| 42               | Tirs                                      | 16               |                                                                        | Arbitrage : Dan O'Halloran, Brad Watson Pierre Racicot, Jean Morin |

#### New Jersey contre Philadelphie
| 14 avril | New Jersey | 1-2 (0-0, 0-2, 1-0) | Philadelphie | Prudential Center 17 625 spectateurs |

| Feuille de match | Feuille de match                     | Feuille de match | Feuille de match                                                                 | Feuille de match                                                     |
| ---------------- | ------------------------------------ | ---------------- | -------------------------------------------------------------------------------- | -------------------------------------------------------------------- |
|                  | Zajac (Greene, Parisé) — 57 min 17 s | 0-1 0-2 1-2      | Pronger (Gagné, Richards) — 29 min 25 s (SN) Richards (Laperrière) — 36 min 27 s | Arbitrage : Wes McCauley, Stephen Walkom Scott Driscoll, Derek Amell |
| Brodeur          | Gardiens                             | Boucher          |                                                                                  | Arbitrage : Wes McCauley, Stephen Walkom Scott Driscoll, Derek Amell |
| 6 min            | Pénalités                            | 10 min           |                                                                                  | Arbitrage : Wes McCauley, Stephen Walkom Scott Driscoll, Derek Amell |
| 24               | Tirs                                 | 14               |                                                                                  | Arbitrage : Wes McCauley, Stephen Walkom Scott Driscoll, Derek Amell |

| 16 avril | New Jersey | 5-3 (1-2, 2-1, 2-0) | Philadelphie | Prudential Center 17 625 spectateurs |

| Feuille de match | Feuille de match | Feuille de match                | Feuille de match | Feuille de match                                                   |
| ---------------- | --- | ------------------------------- | --- | ------------------------------------------------------------------ |
|                  | Parisé (Eliáš) — 2 min 45 s (IN) White (Kovaltchouk, Mottau) — 23 min 44 s Greene (Eliáš, Kovaltchouk) — 33 min 25 s (SN) Zubrus (Parisé, Eliáš) — 55 min 56 s Kovaltchouk (Langenbrunner) — 59 min 27 s (CV) | 1-0 1-1 1-2 2-2 3-2 3-3 4-3 5-3 | Asham (Giroux, Van Riemsdyk) — 9 min 33 s Giroux (Carle, Richards) — 15 min 30 s (SN) Pronger (Timonen, Richards) — 38 min 48 s (SN) | Arbitrage : Mike Leggo, Eric Furlatt Jay Sharrers, David Brisebois |
| Brodeur          | Gardiens | Boucher                         | | Arbitrage : Mike Leggo, Eric Furlatt Jay Sharrers, David Brisebois |
| 18 min           | Pénalités | 10 min                          | | Arbitrage : Mike Leggo, Eric Furlatt Jay Sharrers, David Brisebois |
| 33               | Tirs | 29                              | | Arbitrage : Mike Leggo, Eric Furlatt Jay Sharrers, David Brisebois |

| 18 avril | Philadelphie | 3-2 (pr) (1-1, 1-1, 0-0, 1-0) | New Jersey | Wachovia Center 19 957 spectateurs |

| Feuille de match | Feuille de match | Feuille de match    | Feuille de match                                                                               | Feuille de match                                                |
| ---------------- | --- | ------------------- | ---------------------------------------------------------------------------------------------- | --------------------------------------------------------------- |
|                  | Giroux (Timonen, Pronger) — 8 min 49 s (SN) Richards (Carcillo) — 21 min 15 s Carcillo (Richards, Gagné) — 63 min 35 s | 0-1 1-1 2-1 2-2 3-2 | Rolston (Kovaltchouk, Zajac) — 7 min 15 s (SN) Rolston (Kovaltchouk, Eliáš) — 36 min 38 s (SN) | Arbitrage : Brad Watson, Brad Meier Steve Miller, Mark Shewchyk |
| Boucher          | Gardiens | Brodeur             |                                                                                                | Arbitrage : Brad Watson, Brad Meier Steve Miller, Mark Shewchyk |
| 18 min           | Pénalités | 12 min              |                                                                                                | Arbitrage : Brad Watson, Brad Meier Steve Miller, Mark Shewchyk |
| 34               | Tirs | 19                  |                                                                                                | Arbitrage : Brad Watson, Brad Meier Steve Miller, Mark Shewchyk |

| 20 avril | Philadelphie | 4-1 (0-1, 2-0, 2-0) | New Jersey | Wachovia Center 19 709 spectateurs |

| Feuille de match | Feuille de match | Feuille de match    | Feuille de match                                 | Feuille de match                                                   |
| ---------------- | --- | ------------------- | ------------------------------------------------ | ------------------------------------------------------------------ |
|                  | Carter (Brière, Timonen) — 29 min 8 s (SN) Brière (Coburn) — 37 min 27 s Carcillo (Carter, Pronger) — 44 min 10 s Carter (Pronger, Brière) — 49 min 28 s (SN) | 0-1 1-1 2-1 3-1 4-1 | Kovaltchouk (Parisé, Rolston) — 12 min 24 s (SN) | Arbitrage : Chris Rooney, Dennis LaRue Scott Driscoll, Derek Amell |
| Boucher          | Gardiens | Brodeur             |                                                  | Arbitrage : Chris Rooney, Dennis LaRue Scott Driscoll, Derek Amell |
| 26 min           | Pénalités | 36 min              |                                                  | Arbitrage : Chris Rooney, Dennis LaRue Scott Driscoll, Derek Amell |
| 28               | Tirs | 31                  |                                                  | Arbitrage : Chris Rooney, Dennis LaRue Scott Driscoll, Derek Amell |

| 22 avril | New Jersey | 0-3 (0-1, 0-2, 0-0) | Philadelphie | Prudential Center 17 625 spectateurs |

| Feuille de match | Feuille de match | Feuille de match | Feuille de match | Feuille de match                                                |
| ---------------- | ---------------- | ---------------- | --- | --------------------------------------------------------------- |
|                  |                  | 0-1 0-2 0-3      | Briere (Giroux, Richards) — 3 min 16 s (SN) Giroux (Richards) — 31 min 48 s Giroux (Hartnell, Brière) — 33 min 47 s (SN) | Arbitrage : Marc Joannette, Chris Lee Brad Kovachik, Jean Morin |
| Brodeur          | Gardiens         | Boucher          | | Arbitrage : Marc Joannette, Chris Lee Brad Kovachik, Jean Morin |
| 20 min           | Pénalités        | 22 min           | | Arbitrage : Marc Joannette, Chris Lee Brad Kovachik, Jean Morin |
| 28               | Tirs             | 21               | | Arbitrage : Marc Joannette, Chris Lee Brad Kovachik, Jean Morin |

#### Buffalo contre Boston
| 15 avril | Buffalo | 2-1 (1-0, 1-1, 0-0) | Boston | HSBC Arena 18 690 spectateurs |

| Feuille de match | Feuille de match                                       | Feuille de match | Feuille de match                           | Feuille de match                                                       |
| ---------------- | ------------------------------------------------------ | ---------------- | ------------------------------------------ | ---------------------------------------------------------------------- |
|                  | Vanek (Roy) — 4 min 52 s Rivet (Kennedy) — 34 min 10 s | 1-0 1-1 2-1      | Recchi (Chára, Hunwick) — 29 min 30 s (SN) | Arbitrage : Dan O'Halloran, Brian Pochmara Steve Barton, Greg Devorski |
| Miller           | Gardiens                                               | Thomas           |                                            | Arbitrage : Dan O'Halloran, Brian Pochmara Steve Barton, Greg Devorski |
| 22 min           | Pénalités                                              | 18 min           |                                            | Arbitrage : Dan O'Halloran, Brian Pochmara Steve Barton, Greg Devorski |
| 32               | Tirs                                                   | 39               |                                            | Arbitrage : Dan O'Halloran, Brian Pochmara Steve Barton, Greg Devorski |

| 17 avril | Buffalo | 3-5 (2-0, 1-2, 0-3) | Boston | HSBC Arena 18 690 spectateurs |

| Feuille de match | Feuille de match                                                                                       | Feuille de match                | Feuille de match | Feuille de match                                                 |
| ---------------- | --- | ------------------------------- | --- | ---------------------------------------------------------------- |
|                  | Myers (Tallinder, Vanek) — 2 min 55 s Ellis (Kaleta, Torres) — 12 min Pominville (Ennis) — 36 min 41 s | 1-0 2-0 2-1 2-2 3-2 3-3 3-4 3-5 | Ryder (Sobotka, Wheeler) — 22 min 35 s Chára (Bergeron, Boychuk) — 29 min 54 s Ryder (Ference, Wheeler) — 45 min 23 s Chára (Šatan, Krejčí) — 47 min 23 s Recchi — 59 min 40 s (CV) | Arbitrage : Paul Devorski, Steve Kozar Brad Kovachik, Jean Morin |
| Miller           | Gardiens                                                                                               | Rask                            | | Arbitrage : Paul Devorski, Steve Kozar Brad Kovachik, Jean Morin |
| 4 min            | Pénalités                                                                                              | 8 min                           | | Arbitrage : Paul Devorski, Steve Kozar Brad Kovachik, Jean Morin |
| 29               | Tirs                                                                                                   | 31                              | | Arbitrage : Paul Devorski, Steve Kozar Brad Kovachik, Jean Morin |

| 19 avril | Boston | 2-1 (1-1, 0-0, 1-0) | Buffalo | TD Garden 17 565 spectateurs |

| Feuille de match | Feuille de match                                                                  | Feuille de match | Feuille de match                       | Feuille de match                                                |
| ---------------- | --------------------------------------------------------------------------------- | ---------------- | -------------------------------------- | --------------------------------------------------------------- |
|                  | Wideman (Sobotka, Hunwick) — 15 min 17 s Bergeron (Recchi, Wideman) — 52 min 57 s | 0-1 1-1 2-1      | Grier (Torres, Tallinder) — 6 min 57 s | Arbitrage : Marc Joannette, Chris Lee Brad Kovachik, Jean Morin |
| Rask             | Gardiens                                                                          | Lalime           |                                        | Arbitrage : Marc Joannette, Chris Lee Brad Kovachik, Jean Morin |
| 25 min           | Pénalités                                                                         | 23 min           |                                        | Arbitrage : Marc Joannette, Chris Lee Brad Kovachik, Jean Morin |
| 29               | Tirs                                                                              | 33               |                                        | Arbitrage : Marc Joannette, Chris Lee Brad Kovachik, Jean Morin |

| 21 avril | Boston | 3-2 (2 pr) (0-1, 0-1, 2-0, 0-0, 1-0) | Buffalo | TD Garden 17 565 spectateurs |

| Feuille de match | Feuille de match | Feuille de match    | Feuille de match                                                          | Feuille de match                                                        |
| ---------------- | --- | ------------------- | ------------------------------------------------------------------------- | ----------------------------------------------------------------------- |
|                  | Krejčí (Bergeron, Hunwick) — 42 min 7 s (SN) Bergeron (Paille, Boychuk) — 46 min 40 s Šatan (Ryder, Rask) — 87 min 41 s | 0-1 0-2 1-2 2-2 3-2 | Kennedy (Ennis, McCormick) — 2 min 12 s Montador (Connolly) — 26 min 59 s | Arbitrage : Kevin Pollock, Kelly Sutherland Steve Barton, Greg Devorski |
| Rask             | Gardiens | Miller              |                                                                           | Arbitrage : Kevin Pollock, Kelly Sutherland Steve Barton, Greg Devorski |
| 9 min            | Pénalités | 17 min              |                                                                           | Arbitrage : Kevin Pollock, Kelly Sutherland Steve Barton, Greg Devorski |
| 39               | Tirs | 37                  |                                                                           | Arbitrage : Kevin Pollock, Kelly Sutherland Steve Barton, Greg Devorski |

| 23 avril | Buffalo | 4-1 (2-0, 1-0, 1-1) | Boston | HSBC Arena 18 690 spectateurs |

| Feuille de match | Feuille de match | Feuille de match    | Feuille de match                            | Feuille de match                                           |
| ---------------- | --- | ------------------- | ------------------------------------------- | ---------------------------------------------------------- |
|                  | Mair (Gerbe, McCormick) — 1 min 54 s Pominville (Roy, Ennis) — 18 min 54 s Grier (Gaustad) — 29 min 22 s Ennis (Pominville) — 58 min 17 s (CV) | 1-0 2-0 3-0 3-1 4-1 | Boychuk (Wideman, Šatan) — 57 min 30 s (SN) | Arbitrage : Dan O'Rourke, Tim Peel Mike Cvik, Jonny Murray |
| Miller           | Gardiens | Rask                |                                             | Arbitrage : Dan O'Rourke, Tim Peel Mike Cvik, Jonny Murray |
| 38 min           | Pénalités | 35 min              |                                             | Arbitrage : Dan O'Rourke, Tim Peel Mike Cvik, Jonny Murray |
| 33               | Tirs | 35                  |                                             | Arbitrage : Dan O'Rourke, Tim Peel Mike Cvik, Jonny Murray |

| 26 avril | Boston | 4-3 (1-0, 1-1, 2-2) | Buffalo | TD Garden 17 565 spectateurs |

| Feuille de match | Feuille de match | Feuille de match            | Feuille de match                                                                                  | Feuille de match                                                        |
| ---------------- | --- | --------------------------- | ------------------------------------------------------------------------------------------------- | ----------------------------------------------------------------------- |
|                  | Krejčí (Recchi, Hunwick) — 13 min 39 s (SN) Recchi (Krejčí, Bergeron) — 21 min 1 s (SN) Krejčí (Lucic, Šatan) — 47 min 18 s Šatan (Lucic, Wideman) — 54 min 49 s | 1-0 2-0 2-1 3-1 3-2 4-2 4-3 | Kaleta (Kennedy, Mair) — 26 min 34 s Gerbe — 47 min 40 s Vanek (Pominville, Lydman) — 58 min 47 s | Arbitrage : Stephen Walkom, Eric Furlatt Scott Driscoll, Pierre Racicot |
| Rask             | Gardiens | Miller                      |                                                                                                   | Arbitrage : Stephen Walkom, Eric Furlatt Scott Driscoll, Pierre Racicot |
| 8 min            | Pénalités | 10 min                      |                                                                                                   | Arbitrage : Stephen Walkom, Eric Furlatt Scott Driscoll, Pierre Racicot |
| 32               | Tirs | 30                          |                                                                                                   | Arbitrage : Stephen Walkom, Eric Furlatt Scott Driscoll, Pierre Racicot |

#### Pittsburgh contre Ottawa
| 14 avril | Pittsburgh | 4-5 (1-2, 1-2, 2-1) | Ottawa | Mellon Arena 17 132 spectateurs |

| Feuille de match | Feuille de match | Feuille de match                    | Feuille de match | Feuille de match                                                  |
| ---------------- | --- | ----------------------------------- | --- | ----------------------------------------------------------------- |
|                  | Malkine (Gontchar, Crosby) — 3 min 3 s (SN) Malkine (Gontchar, Crosby) — 30 min 22 s (SN) Adams (Dupuis, Talbot) — 45 min 16 s Goligoski (Crosby, Malkine) — 57 min 36 s | 1-0 1-1 1-2 1-3 2-3 2-4 3-4 3-5 4-5 | Regin (Spezza, Alfredsson) — 8 min 45 s Neil (Voltchenkov, Kelly) — 14 min 8 s Kelly (Campoli, Karlsson) — 21 min 20 s (SN) Karlsson (Fisher, Cullen) — 33 min 14 s (SN) Ruutu (Neil, Kelly) — 49 min 40 s | Arbitrage : Paul Devorski, Steve Kozari Brad Kovachik, Jean Morin |
| Fleury           | Gardiens | Elliott                             | | Arbitrage : Paul Devorski, Steve Kozari Brad Kovachik, Jean Morin |
| 8 min            | Pénalités | 12 min                              | | Arbitrage : Paul Devorski, Steve Kozari Brad Kovachik, Jean Morin |
| 21               | Tirs | 26                                  | | Arbitrage : Paul Devorski, Steve Kozari Brad Kovachik, Jean Morin |

| 16 avril | Pittsburgh | 2-1 (1-1, 0-0, 1-0) | Ottawa | Mellon Arena 17 132 spectateurs |

| Feuille de match | Feuille de match                                                   | Feuille de match | Feuille de match                  | Feuille de match                                                   |
| ---------------- | ------------------------------------------------------------------ | ---------------- | --------------------------------- | ------------------------------------------------------------------ |
|                  | Crosby (Kunitz) — 8 min 45 s Letang (Crosby, Guerin) — 55 min 48 s | 0-1 1-1 2-1      | Regin (Spezza, Alfredsson) — 18 s | Arbitrage : Bill McCreary, Ian Walsh Tony Sericolo, Pierre Racicot |
| Fleury           | Gardiens                                                           | Elliott          |                                   | Arbitrage : Bill McCreary, Ian Walsh Tony Sericolo, Pierre Racicot |
| 11 min           | Pénalités                                                          | 11 min           |                                   | Arbitrage : Bill McCreary, Ian Walsh Tony Sericolo, Pierre Racicot |
| 31               | Tirs                                                               | 20               |                                   | Arbitrage : Bill McCreary, Ian Walsh Tony Sericolo, Pierre Racicot |

| 18 avril | Ottawa | 2-4 (0-1, 1-2, 1-1) | Pittsburgh | Place Banque Scotia 20 119 spectateurs |

| Feuille de match | Feuille de match                                                                         | Feuille de match        | Feuille de match | Feuille de match                                                 |
| ---------------- | ---------------------------------------------------------------------------------------- | ----------------------- | --- | ---------------------------------------------------------------- |
|                  | Fisher (Regin, Cullen) — 21 min 53 s (SN) Cullen (Alfredsson, Spezza) — 52 min 58 s (SN) | 0-1 1-1 1-2 1-3 1-4 2-4 | Ponikarovsky (Dupuis, Gontchar) — 1 min 17 s Malkine (Talbot) — 25 min 57 s Crosby (Cooke, Guerin) — 39 min 15 s (SN) Guerin (Kunitz, Crosby) — 44 min 27 s | Arbitrage : Mike Leggo, Eric Furlatt Derek Amell, Scott Driscoll |
| Elliott          | Gardiens                                                                                 | Fleury                  | | Arbitrage : Mike Leggo, Eric Furlatt Derek Amell, Scott Driscoll |
| 24 min           | Pénalités                                                                                | 12 min                  | | Arbitrage : Mike Leggo, Eric Furlatt Derek Amell, Scott Driscoll |
| 22               | Tirs                                                                                     | 24                      | | Arbitrage : Mike Leggo, Eric Furlatt Derek Amell, Scott Driscoll |

| 20 avril | Ottawa | 4-7 (0-1, 3-5, 1-1) | Pittsburgh | Place Banque Scotia 20 014 spectateurs |

| Feuille de match                             | Feuille de match | Feuille de match                            | Feuille de match | Feuille de match                                              |
| -------------------------------------------- | --- | ------------------------------------------- | --- | ------------------------------------------------------------- |
|                                              | Neil (Campoli, Kelly) — 27 min 6 s Alfredsson (Karlsson, Cullen) — 30 min 59 s Cullen (Spezza, Alfredsson) — 33 min 19 s (SN) Spezza (Karlsson, Cullen) — 47 min 37 s (SN) | 0-1 0-2 0-3 0-4 1-4 2-4 2-5 3-5 3-6 4-6 4-7 | Malkine (Gontchar, Crosby) — 11 min 50 s (SN) Crosby (Kunitz, Gontchar) — 23 min 47 s Cooke (Talbot) — 23 min 59 s Crosby (Gontchar, Kunitz) — 26 min 12 s Talbot (Adams) — 32 min 38 s (IN) Kunitz (Crosby, Guerin) — 38 min 11 s Stall (Goligoski, Ponikarovsky) — 52 min 27 s (SN) | Arbitrage : Brad Meier, Brad Watson Brian Murphy, Thor Nelson |
| Elliott (26 min 12 s) Leclaire (33 min 41 s) | Gardiens | Fleury                                      | | Arbitrage : Brad Meier, Brad Watson Brian Murphy, Thor Nelson |
| 54 min                                       | Pénalités | 16 min                                      | | Arbitrage : Brad Meier, Brad Watson Brian Murphy, Thor Nelson |
| 30                                           | Tirs | 42                                          | | Arbitrage : Brad Meier, Brad Watson Brian Murphy, Thor Nelson |

| 22 avril | Pittsburgh | 3-4 (3 pr) (1-2, 1-0, 1-1, 0-0, 0-0, 0-1) | Ottawa | Mellon Arena 17 132 spectateurs |

| Feuille de match | Feuille de match                                                                                               | Feuille de match            | Feuille de match | Feuille de match                                                     |
| ---------------- | --- | --------------------------- | --- | -------------------------------------------------------------------- |
|                  | Letang (Malkine, Crosby) — 18 min 5 s (SN) Kunitz (Crosby, Guerin) — 38 min 34 s Crosby (Malkine) — 49 min 1 s | 0-1 0-2 1-2 2-2 3-2 3-3 3-4 | Fisher (Karlsson, Spezza) — 10 min 25 s (SN) Ruutu (Foligno, Kelly) — 11 min 33 s Regin (Spezza, Karlsson) — 50 min 24 s Carkner (Alfredsson, Fisher) — 107 min 6 s | Arbitrage : Dan O'Halloran, Brian Pochmara Brian Murphy, Thor Nelson |
| Fleury           | Gardiens | Leclaire                    | | Arbitrage : Dan O'Halloran, Brian Pochmara Brian Murphy, Thor Nelson |
| 16 min           | Pénalités | 18 min                      | | Arbitrage : Dan O'Halloran, Brian Pochmara Brian Murphy, Thor Nelson |
| 59               | Tirs | 44                          | | Arbitrage : Dan O'Halloran, Brian Pochmara Brian Murphy, Thor Nelson |

| 24 avril | Ottawa | 3-4 (pr) (1-0, 2-1, 0-2, 0-1) | Pittsburgh | Place Banque Scotia 20 122 spectateurs |

| Feuille de match | Feuille de match | Feuille de match            | Feuille de match | Feuille de match                                                   |
| ---------------- | --- | --------------------------- | --- | ------------------------------------------------------------------ |
|                  | Cullen (Alfredsson, Voltchenkov) — 5 min 19 s Neil (Kelly, Ruutu) — 21 min 51 s Alfredsson (Cullen, Fisher) — 29 min 48 s | 1-0 2-0 3-0 3-1 3-2 3-3 3-4 | Cooke (Stall, Dupuis) — 30 min 56 s Guerin (Goligoski, Malkine) — 47 min 3 s (SN) Cooke (Eaton, Ponikarovsky) — 52 min 24 s Dupuis (Stall) — 69 min 56 s | Arbitrage : Wes McCauley, Stephen Walkom Brad Kovachik, Jean Morin |
| Leclaire         | Gardiens | Fleury                      | | Arbitrage : Wes McCauley, Stephen Walkom Brad Kovachik, Jean Morin |
| 4 min            | Pénalités | 4 min                       | | Arbitrage : Wes McCauley, Stephen Walkom Brad Kovachik, Jean Morin |
| 31               | Tirs | 43                          | | Arbitrage : Wes McCauley, Stephen Walkom Brad Kovachik, Jean Morin |

#### San José contre Colorado
| 14 avril | San José | 1-2 (0-0, 0-1, 1-1) | Colorado | HP Pavilion at San Jose |

| Feuille de match | Feuille de match | Feuille de match | Feuille de match | Feuille de match |
| ---------------- | ---------------- | ---------------- | ---------------- | ---------------- |
|                  |                  |                  |                  |                  |
|                  |                  |                  |                  |                  |
|                  |                  |                  |                  |                  |
|                  |                  |                  |                  |                  |

| 16 avril | San José | 6-5 (pr) | Colorado | HP Pavilion at San Jose |

| 18 avril | Colorado | 1-0 (pr) | San José | Pepsi Center |

| 20 avril | Colorado | 1-2 (pr) | San José | Pepsi Center |

| 22 avril | San José | 5-0 | Colorado | HP Pavilion at San Jose |

| 24 avril | Colorado | 2-5 | San José | Pepsi Center |

#### Chicago contre Nashville
| 16 avril | Chicago | 1-4 | Nashville | United Center |

| 18 avril | Chicago | 2-0 | Nashville | United Center |

| 20 avril | Nashville | 4-1 | Chicago | Bridgestone Arena |

| 22 avril | Nashville | 0-3 | Chicago | Bridgestone Arena |

| 24 avril | Chicago | 5-4 (pr) | Nashville | United Center |

| 26 avril | Nashville | 3-5 | Chicago | Bridgestone Arena |

#### Vancouver contre Los Angeles
| 15 avril | Vancouver | 3-2 (pr) | Los Angeles | General Motors Place |

| 17 avril | Vancouver | 2-3 (pr) | Los Angeles | General Motors Place |

| 19 avril | Los Angeles | 5-3 | Vancouver | Staples Center |

| 21 avril | Los Angeles | 4-6 | Vancouver | Staples Center |

| 23 avril | Vancouver | 7-2 | Los Angeles | General Motors Place |

| 25 avril | Los Angeles | 2-4 | Vancouver | Staples Center |

#### Phoenix contre Détroit
| 14 avril | Phoenix | 3-2 | Détroit | Jobing.com Arena |

| 16 avril | Phoenix | 4-7 | Détroit | Jobing.com Arena |

| 18 avril | Détroit | 2-4 | Phoenix | Joe Louis Arena |

| 20 avril | Détroit | 3-0 | Phoenix | Joe Louis Arena |

| 23 avril | Phoenix | 1-4 | Détroit | Jobing.com Arena |

| 25 avril | Détroit | 2-5 | Phoenix | Joe Louis Arena |

| 27 avril | Phoenix | 1-6 | Détroit | Jobing.com Arena |

### Demi-finales d'association

#### Pittsburgh contre Montréal
| 30 avril | Pittsburgh | 6-3 | Montréal | Mellon Arena |

| 2 mai | Pittsburgh | 1-3 | Montréal | Mellon Arena |

| 4 mai | Montréal | 0-2 | Pittsburgh | Centre Bell |

| 6 mai | Montréal | 3-2 | Pittsburgh | Centre Bell |

| 8 mai | Pittsburgh | 2-1 | Montréal | Mellon Arena |

| 10 mai | Montréal | 4-3 | Pittsburgh | Centre Bell |

| 12 mai | Pittsburgh | 2-5 | Montréal | Mellon Arena |

#### Boston contre Philadelphie
| 1er mai | Boston | 5-4 (pr) | Philadelphie | TD Garden |

| 3 mai | Boston | 3-2 | Philadelphie | TD Garden |

| 5 mai | Philadelphie | 1-4 | Boston | Wachovia Center |

| 7 mai | Philadelphie | 5-4 (pr) | Boston | Wachovia Center |

| 10 mai | Boston | 0-4 | Philadelphie | TD Garden |

| 12 mai | Philadelphie | 2-1 | Boston | Wachovia Center |

| 14 mai | Boston | 3-4 | Philadelphie | TD Garden |

#### San José contre Détroit
| 29 avril | San José | 4-3 | Détroit | HP Pavilion at San Jose |

| 2 mai | San José | 4-3 | Détroit | HP Pavilion at San Jose |

| 4 mai | Détroit | 3-4 (pr) | San José | Joe Louis Arena |

| 6 mai | Détroit | 7-1 | San José | Joe Louis Arena |

| 8 mai | San José | 2-1 | Détroit | HP Pavilion at San Jose |

#### Chicago contre Vancouver
| 1er mai | Chicago | 1-5 | Vancouver | United Center |

| 3 mai | Chicago | 4-2 | Vancouver | United Center |

| 5 mai | Vancouver | 2-5 | Chicago | General Motors Place |

| 7 mai | Vancouver | 4-7 | Chicago | General Motors Place |

| 9 mai | Chicago | 1-4 | Vancouver | United Center |

| 11 mai | Vancouver | 1-5 | Chicago | General Motors Place |

### Finales d'association

#### Philadelphie contre Montréal
| 16 mai | Philadelphie | 6-0 | Montréal | Wachovia Center |

| 18 mai | Philadelphie | 3-0 | Montréal | Wachovia Center |

| 20 mai | Montréal | 5-1 | Philadelphie | Centre Bell |

| 22 mai | Montréal | 0-3 | Philadelphie | Centre Bell |

| 24 mai | Philadelphie | 4-2 | Montréal | Wachovia Center |

#### San José contre Chicago
| 16 mai | San José | 1-2 (1-0, 0-1, 0-1) | Chicago | HP Pavilion at San Jose 17 562 spectateurs |

| Feuille de match | Feuille de match                          | Feuille de match | Feuille de match                                                           | Feuille de match                                                |
| ---------------- | ----------------------------------------- | ---------------- | -------------------------------------------------------------------------- | --------------------------------------------------------------- |
|                  | Jason (Marleau, Boyle) — 11 min 19 s (SN) | 1-0 1-1 1-2      | Sharp (Keith, Brouwer) — 27 min 44 s Byfuglien (Kane, Toews) — 53 min 15 s | Arbitrage : Paul Devorski, Brad Watson Derek Amell, Shane Heyer |
| Nabokov          | Gardiens                                  | Niemi            |                                                                            | Arbitrage : Paul Devorski, Brad Watson Derek Amell, Shane Heyer |
| 0 min            | Pénalités                                 | 10 min           |                                                                            | Arbitrage : Paul Devorski, Brad Watson Derek Amell, Shane Heyer |
| 45               | Tirs                                      | 40               |                                                                            | Arbitrage : Paul Devorski, Brad Watson Derek Amell, Shane Heyer |

| 18 mai | San José | 2-4 | Chicago | HP Pavilion at San Jose |

| 21 mai | Chicago | 3-2 (pr) | San José | United Center |

| 23 mai | Chicago | 4-2 | San José | United Center |

### Finale de la Coupe Stanley
| 29 mai | Chicago | 6-5 (2-3, 3-2, 1-0) | Philadelphie | United Center 22 312 spectateurs |

| Feuille de match | Feuille de match | Feuille de match                            | Feuille de match | Feuille de match                                                        |
| ---------------- | --- | ------------------------------------------- | --- | ----------------------------------------------------------------------- |
|                  | Brouwer (Hossa, Sopel) — 7 min 46 s Bolland — 11 min 50 s (IN) Sharp (Brouwer, Hjalmarsson) — 21 min 11 s Versteeg (Kopecky, Keith) — 29 min 31 s Brouwer (Hossa, Hjalmarsson) — 35 min 18 s Kopecky (Versteeg, Bolland) — 48 min 25 s | 0-1 1-1 2-1 2-2 2-3 3-3 3-4 4-4 5-4 5-5 6-5 | Leino (Brière, Pronger) — 6 min 38 s Hartnell (Brière, Pronger) — 16 min 37 s (SN) Brière (Leino, Hartnell) — 19 min 33 s Betts (Asham, Powe) — 27 min 20 s Asham (Brière, Hartnell) — 38 min 49 s | Arbitrage : Bill McCreary, Dan O'Halloran Pierre Racicot, Greg Devorski |
| Niemi            | Gardiens | Leighton, Boucher                           | | Arbitrage : Bill McCreary, Dan O'Halloran Pierre Racicot, Greg Devorski |
| 8 min            | Pénalités | 0 min                                       | | Arbitrage : Bill McCreary, Dan O'Halloran Pierre Racicot, Greg Devorski |
| 32               | Tirs | 32                                          | | Arbitrage : Bill McCreary, Dan O'Halloran Pierre Racicot, Greg Devorski |

| 31 mai | Chicago | 2-1 (0-0, 2-0, 0-1) | Philadelphie | United Center 22 275 spectateurs |

| Feuille de match | Feuille de match                                                    | Feuille de match | Feuille de match                            | Feuille de match                                                      |
| ---------------- | ------------------------------------------------------------------- | ---------------- | ------------------------------------------- | --------------------------------------------------------------------- |
|                  | Hossa (Brouwer, Sharp) — 37 min 9 s Eager (Byfuglien) — 37 min 37 s | 1-0 2-0 2-1      | Gagné (Richards, Carter) — 45 min 20 s (SN) | Arbitrage : Stephen Walkom, Kelly Sutherland Jean Morin, Steve Miller |
| Niemi            | Gardiens                                                            | Leighton         |                                             | Arbitrage : Stephen Walkom, Kelly Sutherland Jean Morin, Steve Miller |
| 18 min           | Pénalités                                                           | 18 min           |                                             | Arbitrage : Stephen Walkom, Kelly Sutherland Jean Morin, Steve Miller |
| 26               | Tirs                                                                | 33               |                                             | Arbitrage : Stephen Walkom, Kelly Sutherland Jean Morin, Steve Miller |

| 2 juin | Philadelphie | 4-3 (pr) (1-0, 1-2, 1-1, 1-0) | Chicago | Wachovia Center 20 297 spectateurs |

| Feuille de match | Feuille de match | Feuille de match            | Feuille de match                                                                                 | Feuille de match                                                        |
| ---------------- | --- | --------------------------- | ------------------------------------------------------------------------------------------------ | ----------------------------------------------------------------------- |
|                  | Brière (Hartnell, Coburn) — 14 min 58 s (SN) Hartnell (Pronger, Giroux) — 29 min 55 s (SN) Leino (Giroux, Carle) — 43 min 10 s Giroux (Carle, Brière) — 65 min 59 s | 1-0 1-1 2-1 2-2 2-3 3-3 4-3 | Keith (Kane, Hossa) — 22 min 49 s Sopel (Madden) — 37 min 52 s Kane (Toews, Eager) — 42 min 50 s | Arbitrage : Dan O'Halloran, Bill McCreary Greg Devorski, Pierre Racicot |
| Leighton         | Gardiens | Niemi                       |                                                                                                  | Arbitrage : Dan O'Halloran, Bill McCreary Greg Devorski, Pierre Racicot |
| 6 min            | Pénalités | 6 min                       |                                                                                                  | Arbitrage : Dan O'Halloran, Bill McCreary Greg Devorski, Pierre Racicot |
| 32               | Tirs | 27                          |                                                                                                  | Arbitrage : Dan O'Halloran, Bill McCreary Greg Devorski, Pierre Racicot |

| 4 juin | Philadelphie | 5-3 (3-1, 0-0, 2-2) | Chicago | Wachovia Center 20 304 spectateurs |

| Feuille de match | Feuille de match | Feuille de match                | Feuille de match                                                                                         | Feuille de match                                                      |
| ---------------- | --- | ------------------------------- | --- | --------------------------------------------------------------------- |
|                  | Richards — 4 min 35 s (SN) Carle — 14 min 48 s Giroux (Timonen, Hartnell) — 19 min 23 s Leino (Brière, van Riemsdyk) — 46 min 43 s Carter — 59 min 35 s (CV) | 1-0 2-0 2-1 3-1 4-1 4-2 4-3 5-3 | Sharp (Keith) — 18 min 32 s Bolland (Keith, Kane) — 52 min 1 s (SN) Campbell (Ladd, Keith) — 55 min 50 s | Arbitrage : Stephen Walkom, Kelly Sutherland Steve Miller, Jean Morin |
| Leighton         | Gardiens | Niemi                           | | Arbitrage : Stephen Walkom, Kelly Sutherland Steve Miller, Jean Morin |
| 8 min            | Pénalités | 14 min                          | | Arbitrage : Stephen Walkom, Kelly Sutherland Steve Miller, Jean Morin |
| 31               | Tirs | 34                              | | Arbitrage : Stephen Walkom, Kelly Sutherland Steve Miller, Jean Morin |

| 6 juin | Chicago | 7-4 (3-0, 2-2, 2-2) | Philadelphie | United Center 22 305 spectateurs |

| Feuille de match | Feuille de match | Feuille de match                            | Feuille de match | Feuille de match                                                        |
| ---------------- | --- | ------------------------------------------- | --- | ----------------------------------------------------------------------- |
|                  | Seabrook (Versteeg, Brouwer) — 12 min 17 s (SN) Bolland (Sopel, Byfuglien) — 15 min 26 s Versteeg (Seabrook, Byfuglien) — 18 min 15 s Kane (Ladd, Sharp) — 23 min 13 s Byfuglien (Toews, Keith) — 35 min 45 s (SN) Sharp (Kane) — 56 min 8 s Byfuglien (Versteeg, Bolland) — 57 min 55 s (CV) | 1-0 2-0 3-0 3-1 4-1 4-2 5-2 5-3 6-3 6-4 7-4 | Hartnell (Leino, Brière) — 20 min 32 s Timonen (Brière, Leino) — 24 min 38 s Van Riemsdyk (Krajicek, Timonen) — 46 min 36 s Gagné (Leino) — 57 min 24 s | Arbitrage : Bill McCreary, Dan O'Halloran Greg Devorski, Pierre Racicot |
| Niemi            | Gardiens | Leighton, Boucher                           | | Arbitrage : Bill McCreary, Dan O'Halloran Greg Devorski, Pierre Racicot |
| 6 min            | Pénalités | 8 min                                       | | Arbitrage : Bill McCreary, Dan O'Halloran Greg Devorski, Pierre Racicot |
| 28               | Tirs | 27                                          | | Arbitrage : Bill McCreary, Dan O'Halloran Greg Devorski, Pierre Racicot |

| 9 juin | Philadelphie | 3-4 (pr) (1-1, 1-2, 1-0, 0-1) | Chicago | Wachovia Center 20 327 spectateurs |

| Feuille de match | Feuille de match | Feuille de match            | Feuille de match | Feuille de match                                                      |
| ---------------- | --- | --------------------------- | --- | --------------------------------------------------------------------- |
|                  | Hartnell (Brière, Pronger) — 19 min 33 s (SN) Brière (Leino, Krajicek) — 28 min Hartnell (Leino, Brière) — 56 min 1 s | 0-1 1-1 2-1 2-2 2-3 3-3 3-4 | Byfuglien (Toews, Kane) — 16 min 49 s (SN) Sharp (Bolland, Keith) — 29 min 58 s Ladd (Hjalmarsson, Kane) — 37 min 43 s Kane (Campbell) — 64 min 6 s | Arbitrage : Stephen Walkom, Kelly Sutherland Jean Morin, Steve Miller |
| Leighton         | Gardiens | Niemi                       | | Arbitrage : Stephen Walkom, Kelly Sutherland Jean Morin, Steve Miller |
| 10 min           | Pénalités | 8 min                       | | Arbitrage : Stephen Walkom, Kelly Sutherland Jean Morin, Steve Miller |
| 24               | Tirs | 41                          | | Arbitrage : Stephen Walkom, Kelly Sutherland Jean Morin, Steve Miller |

## Effectif champion
La liste ci-dessous présente l'ensemble des personnalités ayant le droit de faire partie de l'effectif officiel champion de la Coupe Stanley. Pour être listés parmi les vainqueurs de la coupe et avoir leur nom gravé sur celle-ci, les joueurs doivent avoir participé, avec l'équipe gagnante, au minimum à 41 des rencontres de la saison régulière ou une rencontre de la finale des éliminatoires. En plus des joueurs, des membres de la franchise ont également leur nom sur la Coupe. Au total, 52 membres des Blackhawks ont leur nom gravé sur la Coupe Stanley,.
- Gardiens de but : Antti Niemi et Cristobal Huet
- Défenseurs : Duncan Keith (A), Niklas Hjalmarsson, Brent Sopel, Jordan Hendry, Brent Seabrook, Nick Boynton et Brian Campbell
- Ailiers : Andrew Ladd, Troy Brouwer, Kris Versteeg, Dustin Byfuglien, Adam Burish, Ben Eager, Marián Hossa, Tomáš Kopecký et Patrick Kane
- Centres : Patrick Sharp (A), John Madden, Jonathan Toews (C), Dave Bolland et Colin Fraser
- Membres de l'organisation : Rocky Wirtz, John McDonough, Jay Blunk, Stan Bowman, Al MacIsaac, Kevin Cheveldayoff, Scotty Bowman, Dale Tallon, Joel Quenneville, Mike Haviland, John Torchetti, Stéphane Waite, Mike Gapski, Troy Parchman, Jeff Thomas, Clint Reif, Pawel Prylinski, Jim Heintzelman, Paul Goodman, Paul Vincent, Brad Aldrich, Marc Bergevin, Mark Kelley, Norm Maciver, Michael Dumas, Ron Anderson, Tony Ommen, Mark Bernard, Dr. Michael Terry

## Trophées
- Conn Smythe : Jonathan Toews (Blackhawks de Chicago)
- Coupe Stanley : Blackhawks de Chicago

## Meilleurs pointeurs

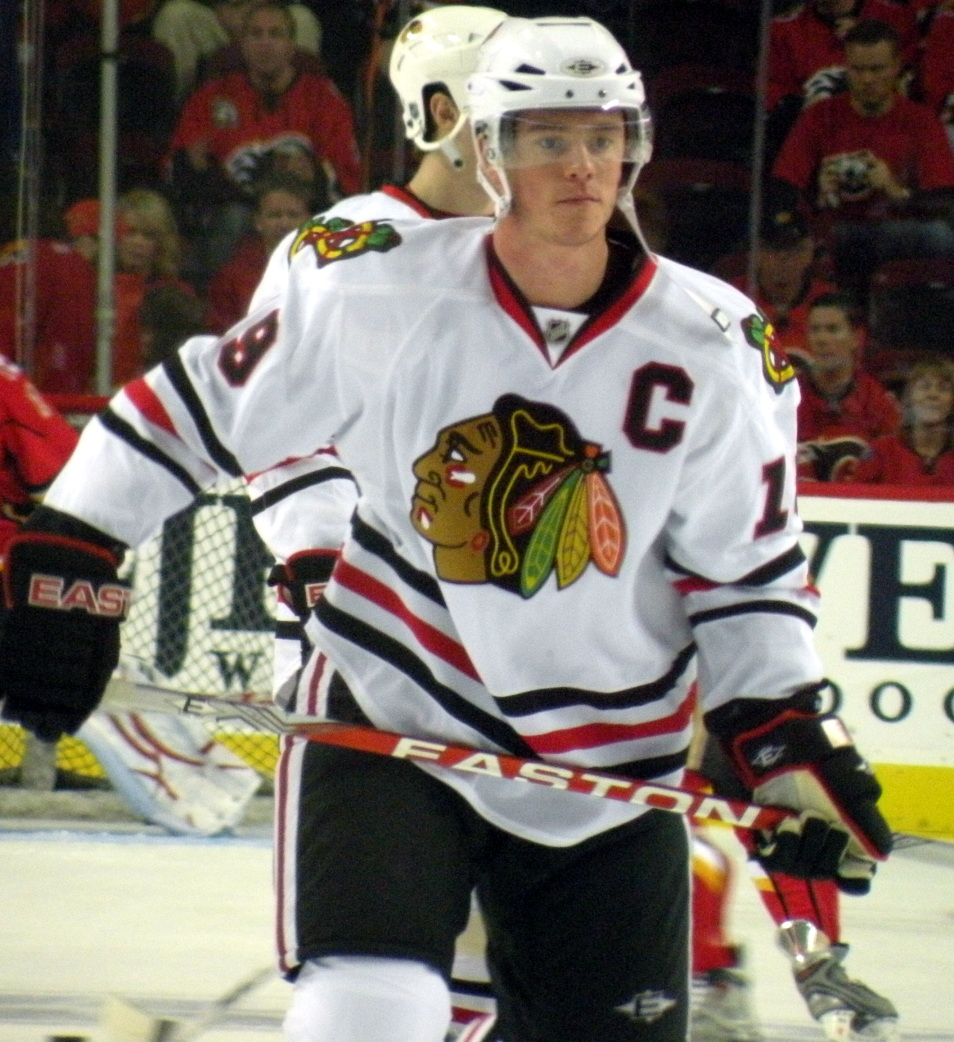
Jonathan Toews, meilleur passeur des séries.

| Joueur             | Équipe                 | PJ | B  | A  | Pts | +/- | Pun |
| ------------------ | ---------------------- | -- | -- | -- | --- | --- | --- |
| Daniel Brière      | Flyers de Philadelphie | 23 | 12 | 18 | 30  | +9  | 18  |
| Jonathan Toews     | Blackhawks de Chicago  | 22 | 7  | 22 | 29  | -1  | 4   |
| Patrick Kane       | Blackhawks de Chicago  | 22 | 10 | 18 | 28  | -2  | 6   |
| Mike Richards      | Flyers de Philadelphie | 23 | 7  | 16 | 23  | -1  | 18  |
| Patrick Sharp      | Blackhawks de Chicago  | 22 | 11 | 11 | 22  | +10 | 16  |
| Claude Giroux      | Flyers de Philadelphie | 23 | 10 | 11 | 21  | +7  | 4   |
| Ville Leino        | Flyers de Philadelphie | 19 | 7  | 14 | 21  | +10 | 6   |
| Michael Cammalleri | Canadiens de Montréal  | 19 | 13 | 6  | 19  | -6  | 6   |
| Sidney Crosby      | Penguins de Pittsburgh | 13 | 6  | 13 | 19  | +6  | 6   |
| Johan Franzén      | Red Wings de Détroit   | 12 | 6  | 12 | 18  | +8  | 16  |